# セルヴァ・ディ・カドーレ
セルヴァ・ディ・カドーレ（伊: Selva di Cadore）は、イタリア共和国ヴェネト州ベッルーノ県にある、人口約500人の基礎自治体（コムーネ）。

## 地理

### 位置・広がり

#### 隣接コムーネ
隣接するコムーネは以下の通り。
- アッレゲ
- ボルカ・ディ・カドーレ
- コッレ・サンタ・ルチーア
- サン・ヴィート・ディ・カドーレ
- ヴァル・ディ・ゾルド

### 気候分類・地震分類
気候分類では、zona F, 4693 GGに分類される。
また、イタリアの地震リスク階級 (it) では、zona 3 (sismicità bassa) に分類される。

## 行政

### 分離集落
セルヴァ・ディ・カドーレには、以下の分離集落（フラツィオーネ）がある。
- l'Aiva, l'Andria, Bernart, Danuol, Costa, Franceschin, Fopa, Marin, Pescul, Pierobon, Roa, Santa Fosca, Solator, Tofol, Vila, Vidot, Zanata, Zardin, Zernadoi